# 平桂区
平桂区是中国广西壮族自治区贺州市下辖的一个市轄區，位于贺州市中部。區人民政府駐西湾街道平桂大道1号。

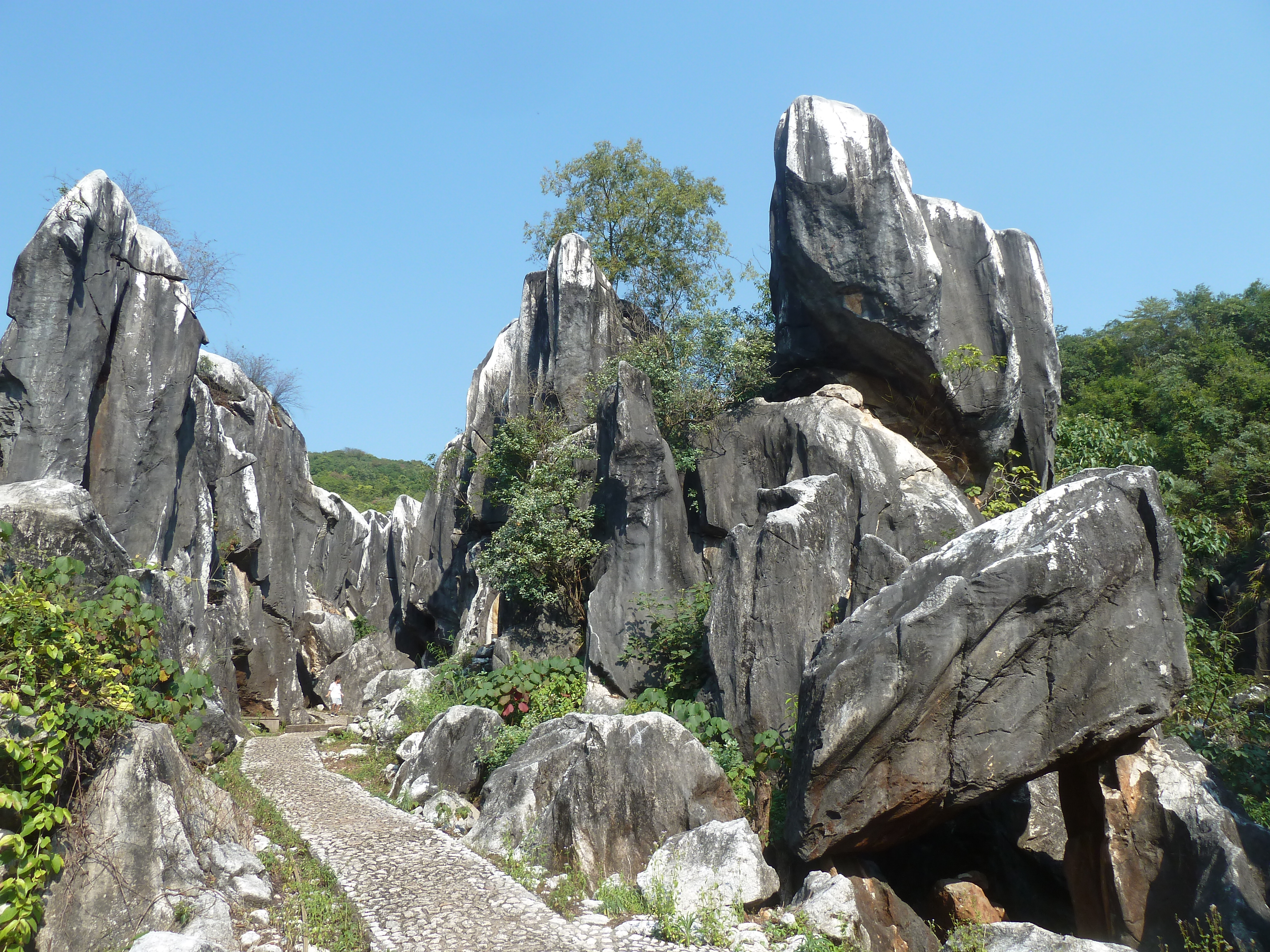

## 行政区划
平桂区下辖1个街道办事处、7个镇、1个民族乡：
西湾街道、黄田镇、鹅塘镇、沙田镇、公会镇、水口镇、望高镇、羊头镇和大平瑶族乡。

## 人口
根據第七次人口普查數據，截至2020年11月1日零時，平桂區常住人口為404161人。

## 地理
南北狭长。

## 历史
前身为“平桂矿务局”，始建于1938年，建国后隶属于国家冶金部、国家有色金属工业局，驻钟山县西湾镇，所辖厂矿分布在钟山、贺州、富川三个县、市境内，是一个以锡、钨生产为主的有色金属企业，其中精锡为中国三大产地之一。下辖几个矿：水岩坝矿、新路矿、珊瑚矿，以开采矿石和冶炼有色金属（主要是锡）为主业。当时不属地方管理，行政级别相当于地厅级。由于各矿的自然资源逐渐开采完，经济转型又不成功，整个矿务局都逐渐衰落，最后整体倒闭了。现在的“平桂管理区”相当于一个县级机构，管理过去矿务局管辖的事务。2002年，平桂矿务局破产关闭，重组成立平桂飞碟公司。
区域内还有自治区直属的西湾矿务局。
2007年4月，广西壮族自治区人民政府正式批准设立贺州市平桂管理区，为贺州市人民政府派出机构，行使相当县（区）级政府管理职能。2007年8月3日管理区筹备组正式进驻平桂开展各项筹建工作。2007年8月16日管理区首批公务员正式到位；9月19日平桂管理区正式挂牌成立，机关办公地址暂定原平桂矿务局，即贺州市平桂南路33号。新成立的平桂管理区位于贺州市区南、西、北方向，是在原来中央直属企业平桂矿区的基础上设立。集中了八步区和钟山县的资源优势，从八步分出的乡镇如鹅塘、沙田原是八步区的马蹄生产基地，西湾、黄田是八步区的大理石、重钙碳粉加工生产基地,公会是贺州乃至广西有名的晒烟基地，鹅塘的梅子，望高也是钟山县的财税收入大镇，也是钟山县大理石、重钙碳粉基地。2016年7月设立平桂区。

## 交通
- 汕昆高速、 207国道、 323国道。
- 贵广客运专线、益湛鐵路：贺州站